# 大縄久雄
大縄 久雄（おおなわ ひさお、1862年4月23日（文久2年3月25日） - 1928年（昭和3年）9月23日）は、日本の政治家、衆議院議員（2期）。

## 経歴
久保田藩（佐竹藩）藩士・梁川三郎の二男。久保田藩重臣（用人）・大縄織江の養嗣子となった。
逓信属を経て、旧 久保田藩主・佐竹侯爵家 家令を務め、京浜電気鉄道(株)取締役となる。
1904年の第9回衆議院議員総選挙において秋田市選挙区から無所属で立候補して当選した。1908年の第10回衆議院議員総選挙では猶興会公認で立候補して当選した。1912年の第11回衆議院議員総選挙では立憲政友会公認で立候補したが落選した。
1928年に死去した。

## 囲碁界に貢献
囲碁の高段者（プロ三段）であり、1912年（明治45年）3月10日に本因坊秀哉八段と二子で対局した。
明治維新後に江戸幕府の保護を失って困窮した囲碁棋士たちの後援に尽力し、1924年（大正13年）に日本棋院が発足した際には理事に名を連ねた。